# Art on Ice

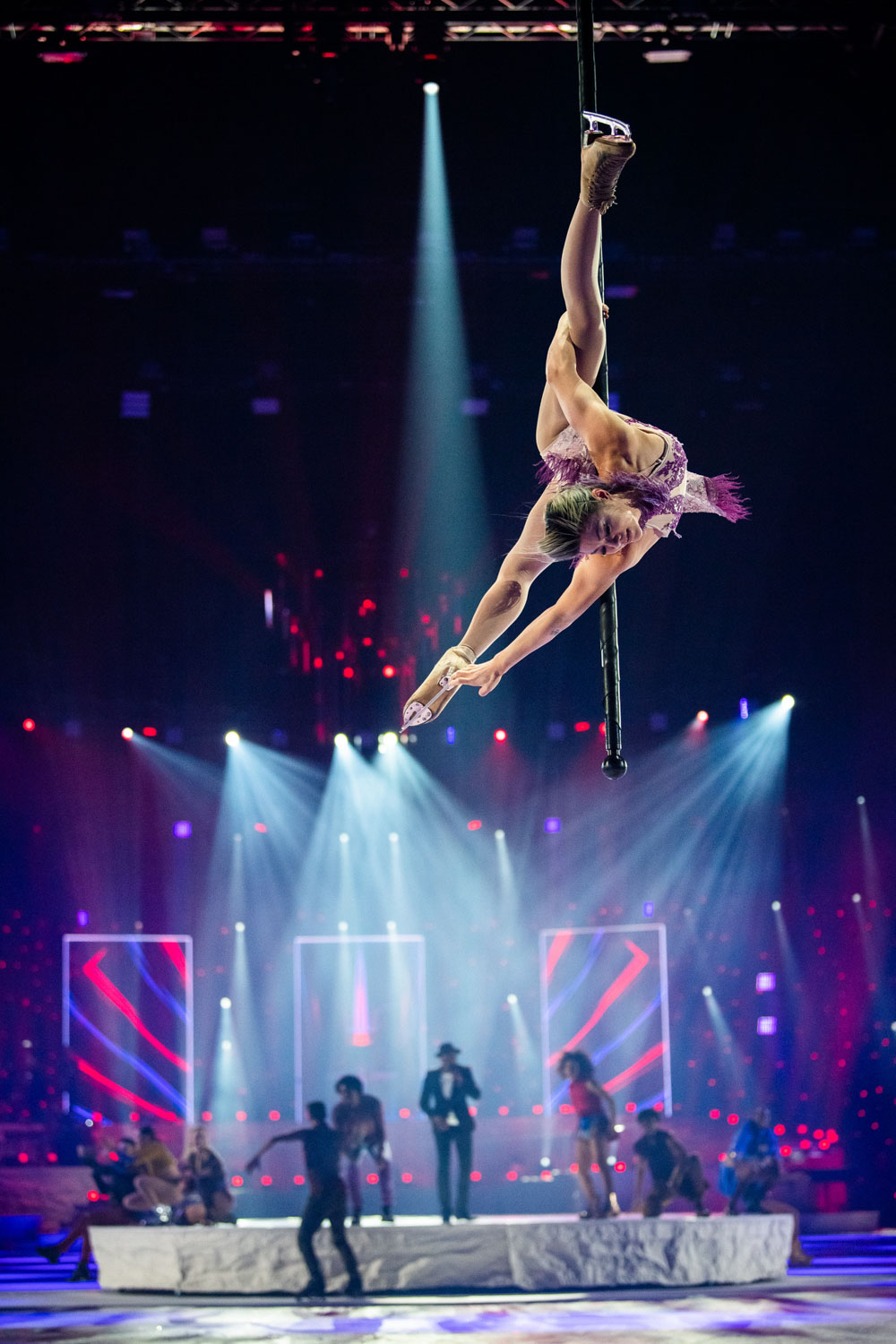
Art on Ice, Hallenstadion in Zürich

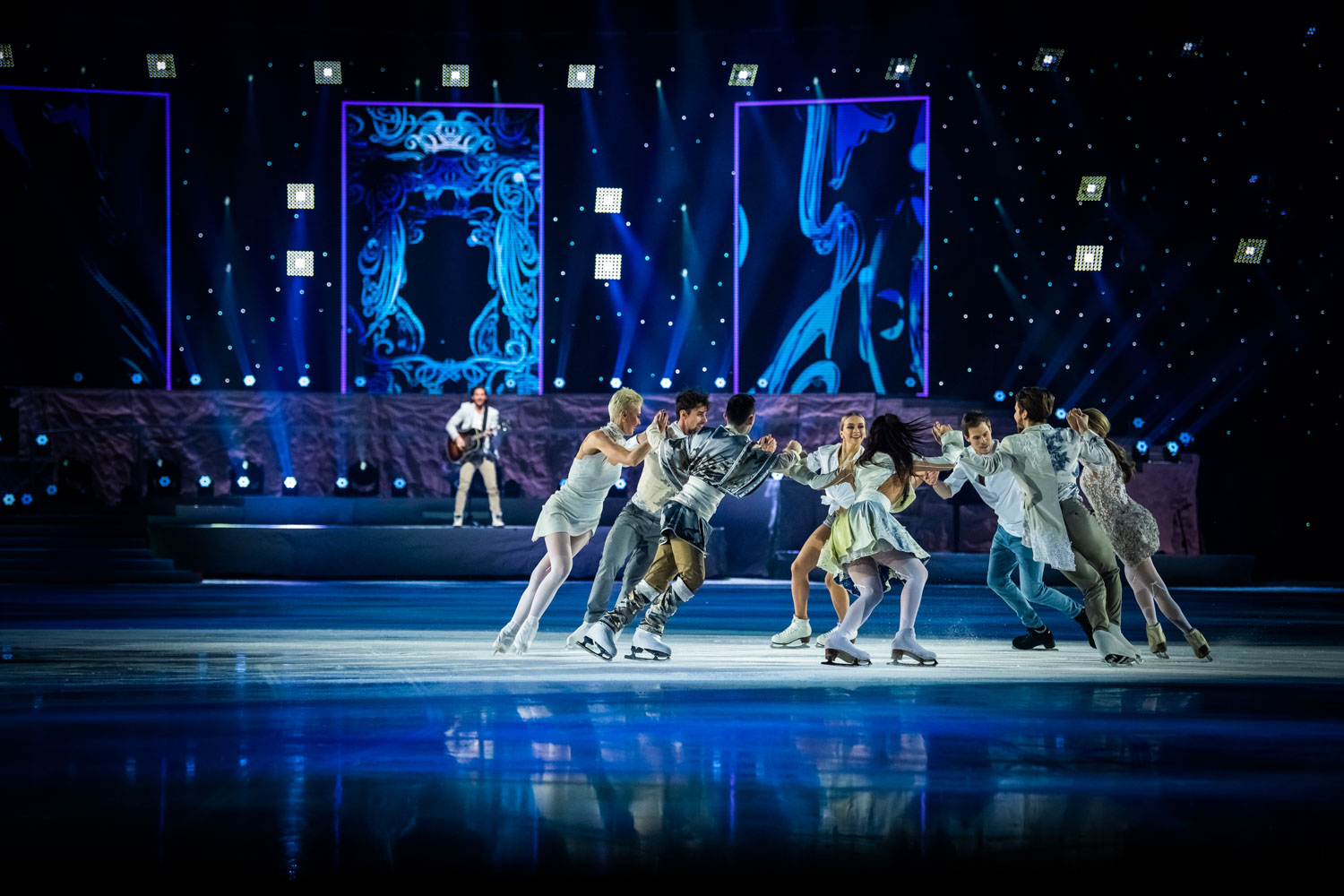
Performance an Art on Ice in Zürich

Art on Ice ist eine Schweizer Eiskunstlaufgala. Sie verbindet Darbietungen der weltbesten Eiskunstläufer mit denjenigen von internationalen Musikstars wie James Blunt, Nelly Furtado, Zucchero oder Anastacia.
Die Gala findet alljährlich im Zürcher Hallenstadion sowie in weiteren Städten statt – jüngst in Fribourg und Davos. Früher fanden die Veranstaltungen in Lausanne in der Patinoire de Malley, in Basel in der St, Jakobshalle und in St. Moritz auf dem gefrorenen St. Moritzersee statt. Der in der Bevölkerung beliebte Event wird zeitverschoben auch im Fernsehen ausgestrahlt. Die Veranstaltung gilt als führender Event seiner Art weltweit.
Die Show fand auf einer Idee von Oliver Höner erstmals 1995 unter dem Titel Eiskunstlauf der Weltklasse in der Eishalle Küsnacht statt. Ein Jahr später realisierte Oliver Höner gemeinsam mit Reto Caviezel die Show mit einem neuen Konzept und mit Live-Musik unter dem Namen Art on Ice in das weitaus grössere Hallenstadion in Zürich. Dort wird die Show an mittlerweile vier Abenden vor jeweils rund 10'000 Zuschauenden durchgeführt. Pro Jahr verzeichnet Art on Ice rund 80'000 Zuschauende. Art on Ice wurde mehrfach im Ausland aufgeführt, etwa in China, Japan, Finnland und Schweden. Geplant war vor dem Corona-Ausbruch Aufführungen in Taiwan.
Im Jahr 2020 feierte Art on Ice das 25-jähriges Bestehen mit einer grossen Show und bekannten Weltstars. Die Eiskunstlaufgala wurde im Februar noch vor dem Ausbruch von COVID-19 in der Schweiz durchgeführt.
Im Jahr 2021 mussten die Veranstalter wegen der Corona-Pandemie auf die üblichen Shows verzichten. Allerdings wurde im September 2021 für rund 1000 Gäste eine Dinner-Show realisiert. Das Aufgebot der Stars entsprach dem Standard der Vorjahren – unter anderem mit amtierenden Weltmeistern und einer Olympiasiegerin im Eiskunstlauf: Wiktorija Sinizina, Nikita Kazalapow, Vanessa James, Eric Radford und Alina Sagitowa.
Ende November 2021 wurde bekannt, dass Art on Ice ihre Schweizer Tour 2022 auf 2023 verschieben muss. In Anlehnung an das Dinner-Show-Konzept vom Herbst 2021 soll trotzdem Spitzenklasse in Eiskunstlauf geboten werden. Am 3., 4. und 5. März 2022 wurden im Zürcher Hallenstadion für jeweils 1000 Gäste drei Dinner-Shows mit internationalen Stars durchgeführt. Vom 2. bis 12. Februar 2023 war Art on Ice in der Schweiz wieder mit der grossen Showtour unterwegs: Art on Ice 2023 fand in Zürich, Fribourg und Davos statt. Die Show präsentierte Weltklasse-Eiskunstläufer wie Gabriella Papadakis, Guillaume Cizeron, Vanessa James, Eric Radford und Loena Hendrickx. Musikalisch traten Künstler wie Melanie C, Marc Sway, Elle und Gjon’s Tears auf.
An der Tournee 2024 nahmen Eiskunstlaufstars wie Gabriella Papadakis, Guillaume Cizeron (Olympiasieger 2022, 5-fache Weltmeister), Loena Hendrickx, Adam Siao Him Fa und Ilia Malinin teil. Die Schweizer Meisterin Kimmy Repond war ebenfalls Teil der Show. Repond gewann die Bronzemedaille an den Eiskunstlauf-Europameisterschaften 2023. Musikalisch untermalt wurde die Show von Legenden wie Dave Stewart (Eurythmics) und Natalie Imbruglia sowie Schweizer Künstlern wie Marc Storace (Krokus) und Remo Forrer. Nach den Shows in Zürich (8. bis 11. Februar) führte die Tournee von Art on Ice 2024 weiter nach Fribourg (13. und 14. Februar) und Davos (16. und 17. Februar). Die Shows lockten 2024 insgesamt 75'400 Zuschauende an. Im Jahr 2025 fand die Veranstaltung erneut in den Städten Zürich, Fribourg und Davos statt (6. bis 15. Februar). Auf dem Programm standen vier musikalische Live-Acts: Paloma Faith, Birdy, Marius Bear und Stress. Gabriella Papadakis, französische Eistänzerin und fünfmalige Weltmeisterin (2015–2022), gehörte erneut zum Line-up. Anders als in früheren Jahren trat sie 2025 jedoch nicht mit ihrem langjährigen Partner Guillaume Cizeron auf, sondern bildete ein rein weibliches Duo mit der US-amerikanische Eistänzerin Madison Hubbell. Sie kombinierten klassische Eistanzelemente (Twizzles) mit experimentellen Figuren, die bewusst auf geschlechtsspezifische Rollen verzichteten.

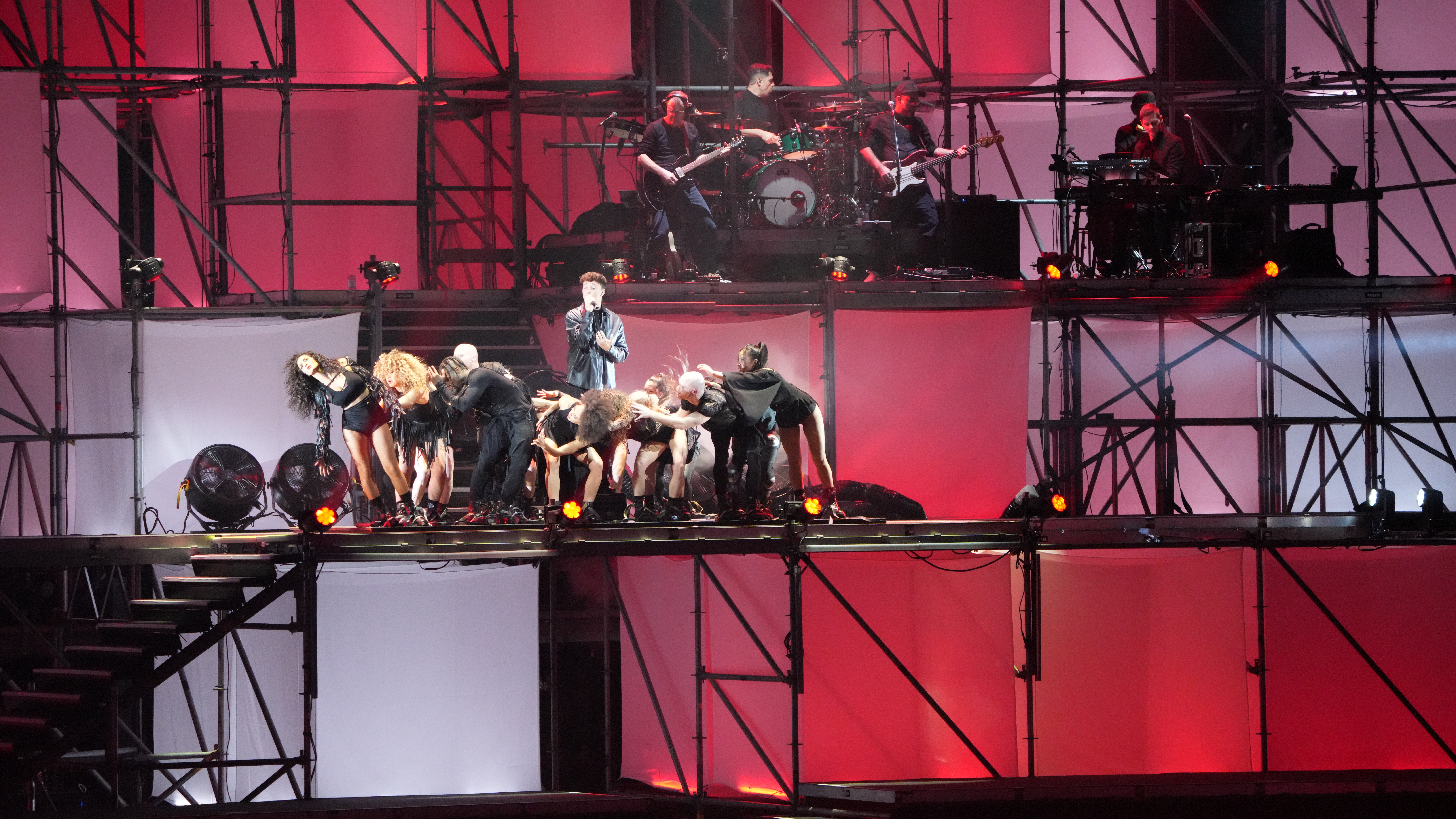
Schweizer Tournee Art on Ice 2024 (Bild: Peter Arnold)

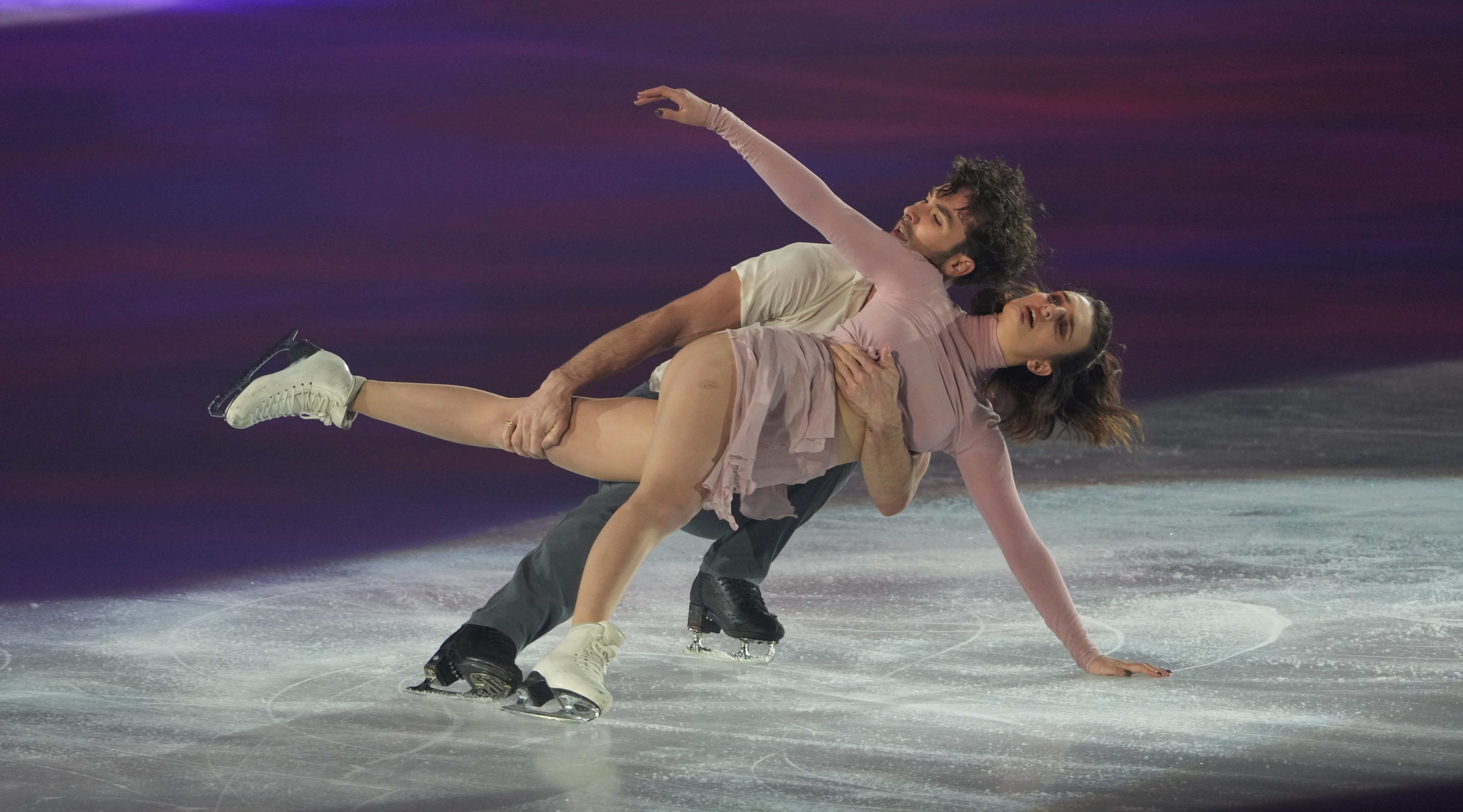
Gabriella Papadakis und Guillaume Cizeron an Art on Ice 2024 (Bild: Peter Arnold).

Zu den Eiskunstläufern, die bisher an Art on Ice aufgetreten sind, zählen unter anderem (chronologisch):
| Die Olympiasieger: - Alexei Urmanow - Oksana Bajul - Oxana Grischtschuk - Alexei Jagudin - Marina Anissina und Gwendal Peizerat - Oxana Kasakowa und Artur Dmitrijew - Jamie Salé und David Pelletier - Jewgeni Pljuschtschenko / Evgeni Plushenko - Shizuka Arakawa - Tatjana Nawka und Roman Kostomarow - Tatjana Totmjanina und Maxim Marinin - Tatjana Wolossoschar und Maxim Trankow - Tessa Virtue und Scott Moir - Meryl Davis und Charlie White - Alina Sagitowa - Gabriella Papadakis und Guillaume Cizeron - Madison Hubbell | Die Weltmeister: - Denise Biellmann - Jelena Leonowa und Andrei Chwalko - Brian Orser - Kurt Browning - Maja Ussowa und Alexander Schulin - Yuka Sato - Lu Chen - Anita Hartshorn und Frank Sweiding - Radka Kovaříková und René Novotný - Mandy Wötzel und Ingo Steuer - Anschelika Krylowa und Oleg Owsjannikow - Marija Butyrskaja - Irina Sluzkaja - Xue Shen und Hongbo Zhao - Shae-Lynn Bourne - Stéphane Lambiel - Aljona Savchenko und Robin Szolkowy - Daisuke Takahashi - Javier Fernandez - Meagan Duhamel und Eric Radford - Wiktorija Sinizina und Nikita Kazalapow - Alexa Knierim und Brandon Frazier - Evgeni Plushenko - Ilia Malinin - Gabriella Papadakis |

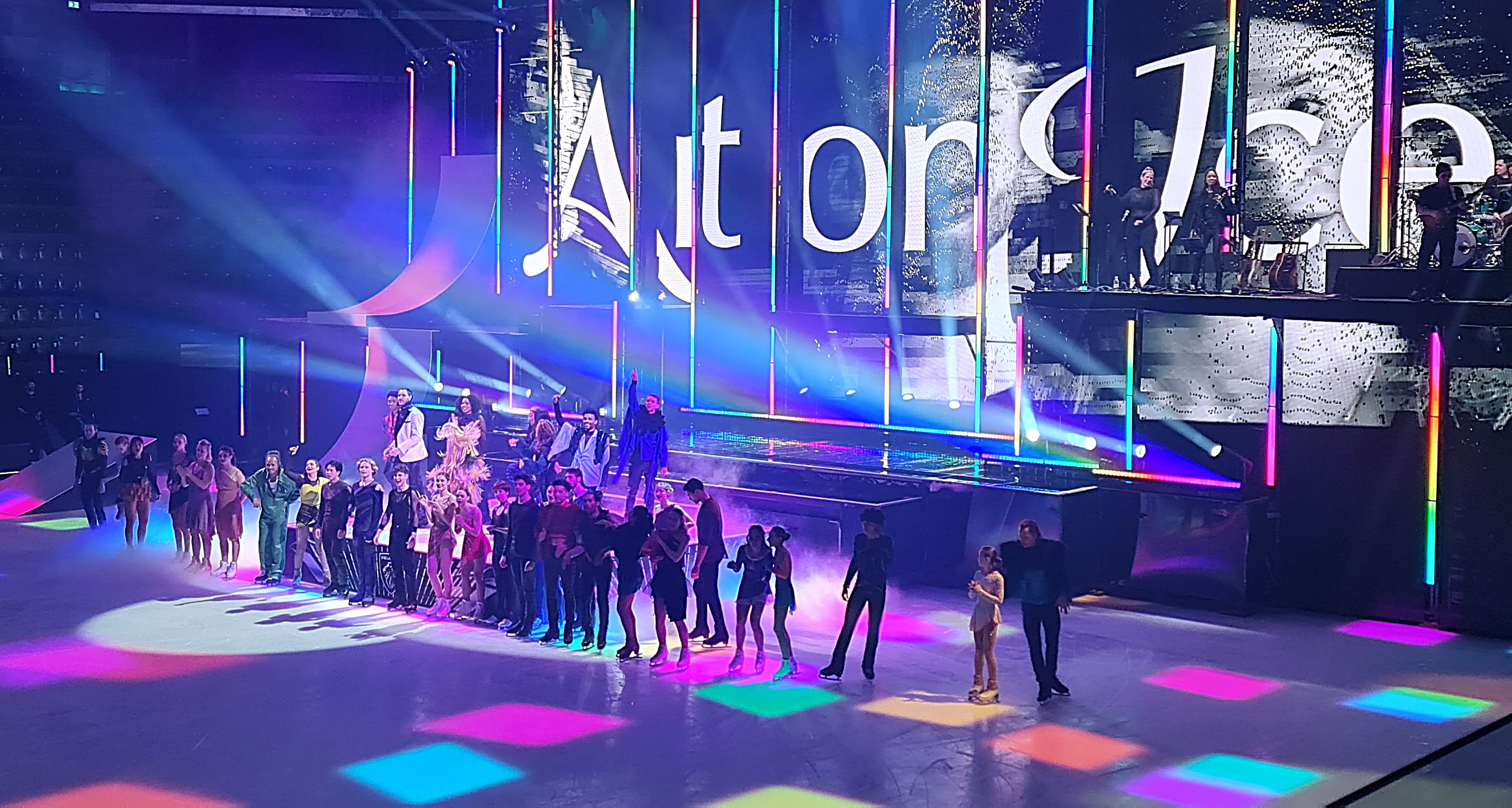
Art on Ice 2025 in Fribourg.

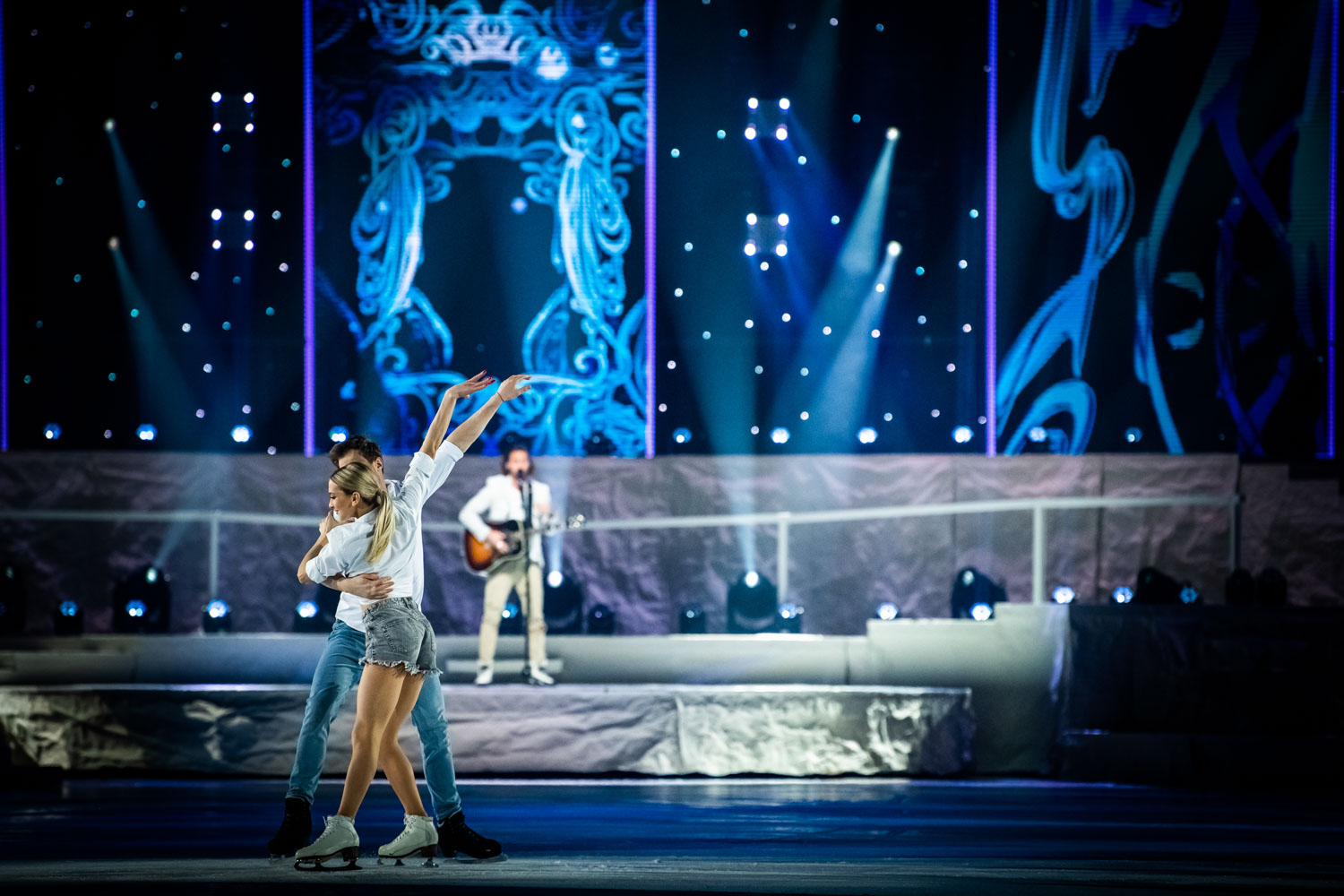
Eiskunstlauf und Live-Musik.

Zu den Musikern, die bisher an Art on Ice aufgetreten sind, zählen unter anderem:
| Jahr   | Künstler                                                                                    |
| ------ | ------------------------------------------------------------------------------------------- |
| 1996   | Simon Estes                                                                                 |
| 1997   | Montserrat Caballé                                                                          |
| 1998   | Sarah Brightman, Udo Jürgens                                                                |
| 1999   | Chris de Burgh                                                                              |
| 2000   | Vanessa-Mae                                                                                 |
| 2001   | Scorpions                                                                                   |
| 2002   | Gotthard, Gloria Gaynor                                                                     |
| 2003   | Zucchero, Isabelle Flachsmann, Patrick von Castelberg                                       |
| 2004   | Barclay James Harvest, Members of Supertramp, Fleetwood Mac, The Moody Blues                |
| 2005   | Seal, Lovebugs                                                                              |
| 2006   | Lisa Stansfield, Noëmi Nadelmann                                                            |
| 2007   | Robin Gibb, Gölä                                                                            |
| 2008   | Ronan Keating, Kim Wilde, Garðar Thór Cortes, Chris de Burgh                                |
| 2009   | Sugababes, Daniel Powter, Paul Cless, Tanja Dankner, Gary Scott                             |
| 2010   | Anastacia, David Garrett, Seven                                                             |
| 2011   | Donna Summer, Katherine Jenkins, Steve Sidwell, Lang Lang                                   |
| 2012   | Mick Hucknall (Simply Red), Emily Bear, Dionne Bromfield, TinkaBelle, Li Yuchun (Chris Lee) |
| 2013   | Leona Lewis, 2Cellos, Seven, Katherine Jenkins, Fumiya Fujii                                |
| 2014   | Hurts, Chatia Buniatischwili, Loreen                                                        |
| 2015   | Nelly Furtado, Tom Odell                                                                    |
| 2016   | Jessie J, The Jacksons, James Gruntz                                                        |
| 2017   | James Morrison, Chaka Khan                                                                  |
| 2018   | Emeli Sandé, Laura Bretan, Pegasus                                                          |
| 2019   | James Blunt, Stefanie Heinzmann, Momento                                                    |
| 2020   | Bligg, Bastian Baker, Aloe Blacc, Rebecca Ferguson                                          |
| 2021 * | James Morrison, Gjon’s Tears                                                                |
| 2022 * | John Newman, Anna Rossinelli, Momento                                                       |
| 2023   | Melanie C                                                                                   |
| 2024   | Dave Stewart (Eurythmics), Natalie Imbruglia, Marc Storace (Krokus), Remo Forrer            |
| 2025   | Birdy, Paloma Faith, Marius Bear, Stress                                                    |